# Битва у Терека (1263)
Битва у реки Терек— сражение произошедшее на Кавказе между Ордой и Ильханатом. Закончившаяся полной победой Берке и Ногая,нанеся огромный урон Хулагуидам.

## Ход событий
Узнав о союзе Берке с Эль-Меликъ Эз-Захыром для одновременного удара на их общего врага, Хулагу снарядил войско и направился походом на земли Орды. Посланникам же Берке было приказано отрубить головы. Хулагу добрался до реки Кур и Терека. Берке, услышав о походе Хулагу на Орду, принял решение оставить ему страну на разграбление, запретив кому-либо вступать в бой с ним. Затем они покинули Орду на 15 дней. Когда Хулагу переправился через реку Куру, он обнаружил покинутую страну и бегущее войско. Войско Хулагу быстро опустошило страну, вывело коров, овец и другие богатства. Услышав, что Хулагуиды уже вторглись, Берке призвал свои войска садиться на коня каждому, кто достиг возраста 10 лет и старше. Набралось войска столько, сколько не было ни начала, ни конца.
Хулагу не знал численности армии Орды. Берке с решительным ударом внезапно напал на войско ильхана и во время тяжелой битвы, длившейся целый день при ледяном холоде, 13 января разбил его, заставив отступать по льду замерзшего Терека. Хулагу пригрозил, что любой, кто осмелится переправляться через реку Куру раньше Хана, будет убит. Затем бежал со своими монголами, которые составляли его отборное войско. Когда они переправились через реку, часть его войска, которое не успело перейти, уже была разбита. Татары (войско Хулагу) пали в бегство и погрузились под снегом. Это было огромное сражение, продолжавшееся три дня.
Из татар (войско Хулагу) никто не спасся, кто мог бы передать весть о происшедшем. Все, кто пытался убежать, утонули. Число утонувших неизвестно. Остальные были убиты.

## Последствия
Когда же прибыл Берке и увидел место сражения , то он приказал собрать убитых и перенести в одно место. Собрали 3 больших холма. Дожди и ветры успели разложить их кости. Путешественники видели их на расстоянии 2 дней. Хулагу же с небольшим отрядом бежал.